# Passacaille en si mineur (Godowsky)
 (novembre 2022).
Si vous disposez d'ouvrages ou d'articles de référence ou si vous connaissez des sites web de qualité traitant du thème abordé ici, merci de compléter l'article en donnant les références utiles à sa vérifiabilité et en les liant à la section « Notes et références ».
La Passacaille en si mineur est une composition pour piano seul du compositeur Leopold Godowsky. Elle fut écrite à New York, le 21 octobre 1927 et commémore le centième anniversaire de la mort de Franz Schubert. Typique du style de composition de Godowsky, l'œuvre fait usage d'une écriture contrapuntique, polyphonique et chromatique dense.

## Contexte historique
Godowsky dans sa préface, décrit cette œuvre comme un hommage à Franz Schubert :

« Cette composition, écrite à la veille du centième anniversaire de la mort de Franz Schubert, est mon hommage sincère à ce génie précieux et prolifique, qui, malgré sa vie courte et sans histoire, a réussi si admirablement à traduire nos émotions les plus profondes en musique.
À l'exception de Chopin, je ne connais aucun autre compositeur dont le lyrisme ait touché le cœur de tant de gens ; dont les mélodies sont devenues si profondément la propriété précieuse de toutes les nations civilisées ; dont les images toniques ont si sensibilisé et affiné nos susceptibilités poétiques.
Je me sentirai pleinement récompensé si cette contribution à la commémoration imminente s'avérait digne de l'occasion. »

## Partition

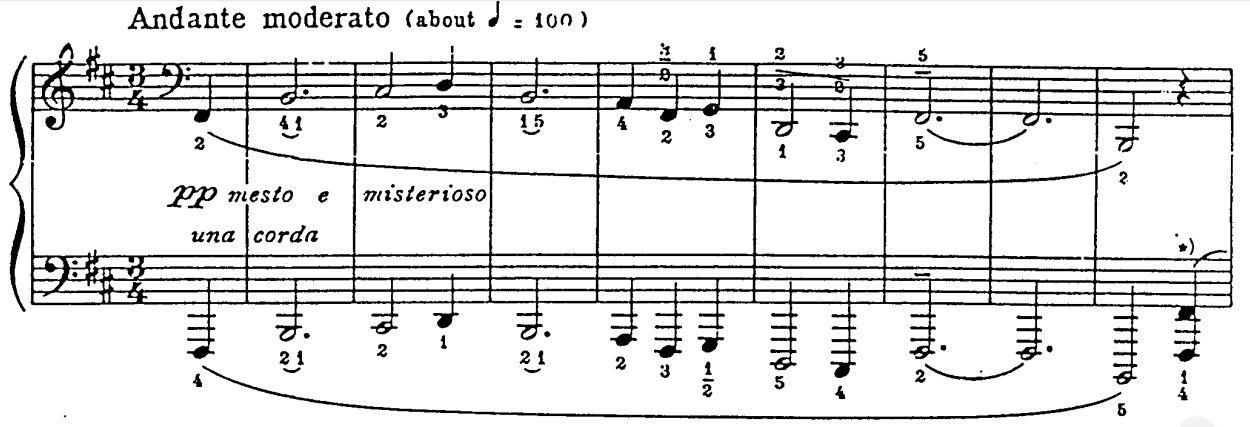
Les premières mesures de la passacaille, tirées de la Symphonie nº 8 de Schubert.

Cette œuvre est une passacaille basée sur les huit premières mesures de la Symphonie inachevée de Schubert. Le thème est énoncé fidèlement, mais avec un fa dièse ajouté avant l'exposition qui permet de faciliter la transition entre les variations. La pièce se compose du thème original, suivi par quarante-quatre variations et une cadenza, et se terminant enfin par une fugue à quatre voix, suivant ainsi le modèle classique de passacaille établi pour cette forme par d'anciens compositeur, notamment Bach (Passacaglia et Fugue en ut mineur, BWV 582) et Brahms (Variations et Fugue sur un thème de Haendel). 
L'écriture fait des références stylistiques à Brahms lui-même (variations nos 31-35, 38 et 39), ainsi qu'à Chopin (variations 9 et 27), Rachmaninov (variations nos 19, 20 et 24) et d'autres (Scarlatti, Ravel et Richard Strauss).
Dans la variation no 39, on note une référence claire au lied de Schubert lui-même Le Roi des aulnes.

## Accueil
La Passacaille est une pièce réputée pour sa difficulté technique.
Elle a notamment gagné en notoriété après que le pianiste Vladimir Horowitz aurait annoncé avoir abandonné la pièce, affirmant que six mains seraient nécessaires pour la jouer. 
Abram Chasins, qui a entendu Godowsky interpréter cette pièce lors d'une réception, a déclaré (selon Robert Rimm dans son ouvrage les compositeurs-pianistes) : 

« C'était un pur enchantement, à la fois l'œuvre elle-même et l'interprétation de Godowsky. Il avait la clarté fraîche et colorée d'un vitrail. Bien que j'aie été très ému et impressionné par ce que j'ai entendu, la maîtrise sans effort de Godowsky m'a fait ignorer l'immensité de son exploit pianistique ce soir-là. »

## Publication
La Passacaille est publiée par Carl Fischer et est publiée dans le premier volume de « The Godowsky Collection ».